# Armand Claude Mollet
Armand-Claude Mollet (Parigi, 1660 – Parigi, 23 gennaio 1742) è stato un architetto francese.

## Biografia
Proveniva da una famosa dinastia di giardinieri, figlio di Charles Mollet, giardiniere al Louvre, nipote di Claude II Mollet e pronipote di Claude I Mollet. Dopo la morte del padre gli venne offerto l'incarico di progettista dei giardini del re, ma preferì dedicarsi all'architettura, ed entrò all'Académie royale d'architecture nel 1699.
Nel 1692 gli era stato concesso l'incarico di giardiniere del Petit Jardin davanti al castello del Louvre per le dimissioni del padre, Charles Mollet, a condizione di vivere a carico del figlio.
Costruì l'Hôtel d'Humières intorno al 1716, poi demolito nel 1905.
Nel 1718 vendette un terreno in suo possesso, nel Faubourg Saint-Honoré, a Louis Henri de La Tour d'Auvergne, conte di Évreux, che gli chiese di costruire un hôtel, costruito e decorato tra il 1718 e il 1722: era il futuro Palazzo dell'Eliseo. Lavorò anche in diversi Hôtel particulier a Parigi.
Nel 1723 fu l'architetto dell'Hôtel Bataille de Francès, a Place Vendôme.
Costruì il castello di Stains per Toussaint Bellanger (circa 1662-1740), custode del sigillo della Cancelleria di Francia dopo essere stato notaio allo Châtelet di Parigi tra il 1690 e il 1710. Quest'ultimo aveva acquisito la signoria di Stains da Charles-Louis Félix il 13 maggio 1714.
Fu insignito del titolo di cavaliere dell'Ordine di San Michele l'11 maggio 1732.
Si era sposato nel 1691 con Françoise-Andrée Bombe, nipote di Françoise Langlois sposata con André Le Nôtre. Da questa unione nacquero sei figli, tra cui due divennero architetti, André-Armand Mollet e Louis-François Mollet, altri due erano abati, il più giovane, Mathieu era un gentiluomo, maresciallo delle case della regina. Sua figlia, Françoise Toussaint Mollet, era sposata con Jules-Martin Desjardins, scultore del re, morto il 3 dicembre 1750.
Armand Claude Mollet fu alloggiato dal re a Parigi e Versailles, rispettivamente in alloggi al Palazzo del Louvre e all'Hôtel de Seignelay. Possedeva una casa di campagna a Les Moulineaux, nel Meudon.

## Opere

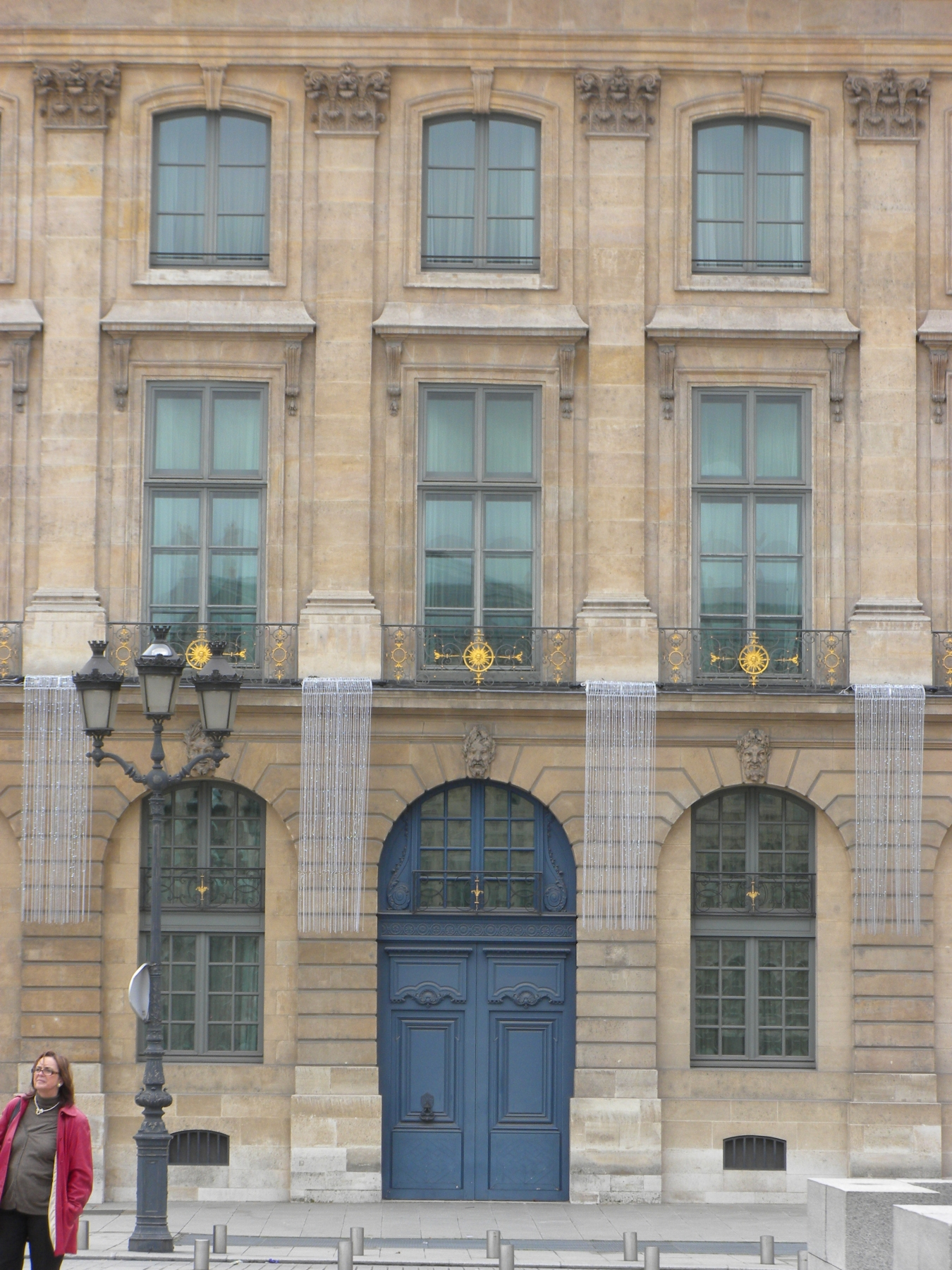
Hôtel Bataille de Francès, costruito nel 1705.
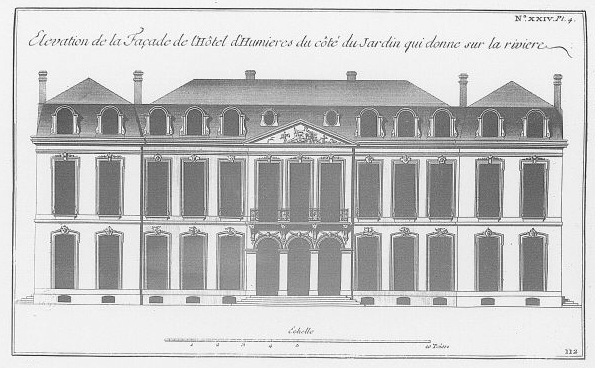
L'Hôtel d'Humières, costruito intorno al 1716 e demolito nel 1905.
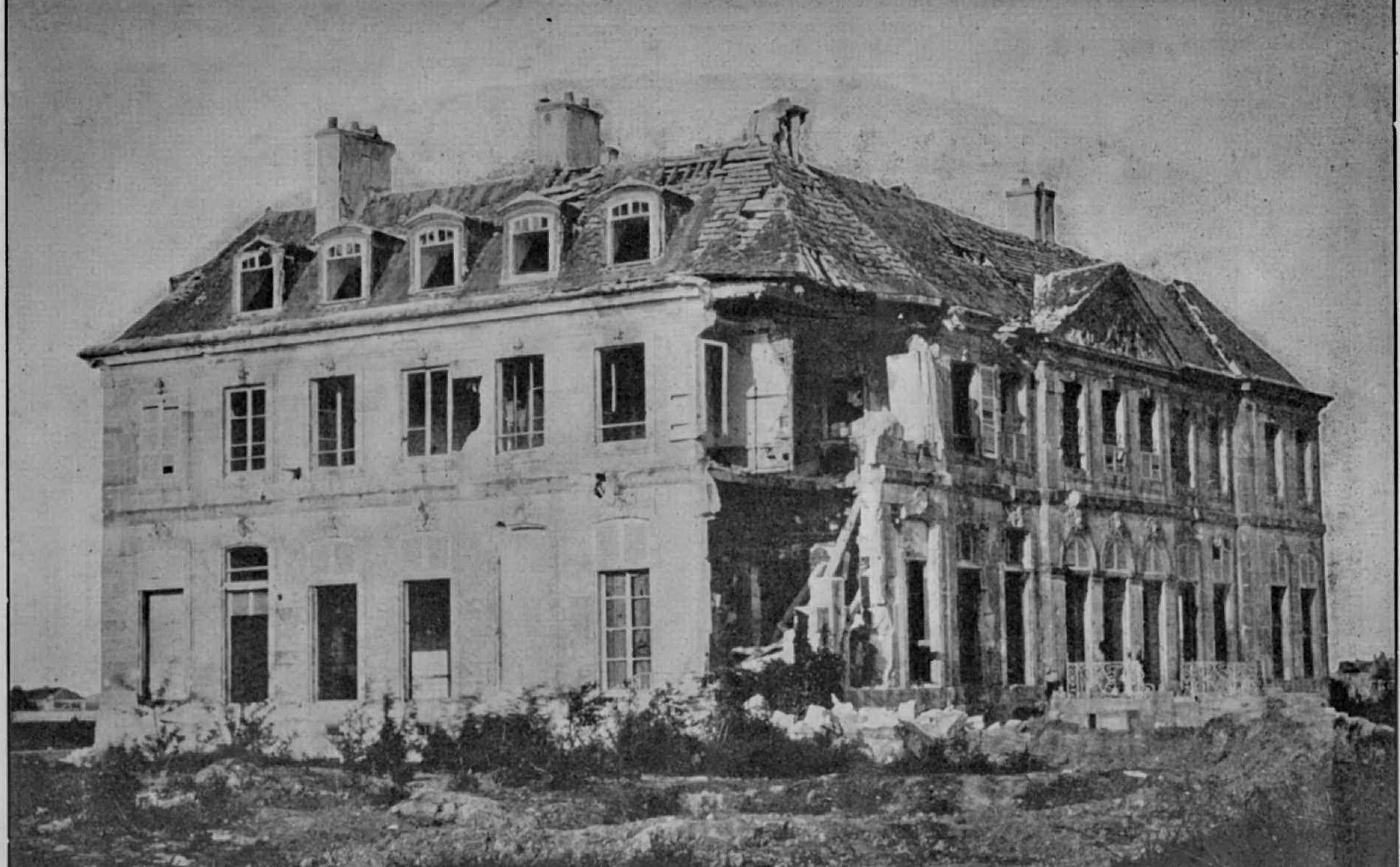
Il castello di Stains (qui nel 1870, danneggiato durante la guerra franco-prussiana), raso al suolo nel 1884.
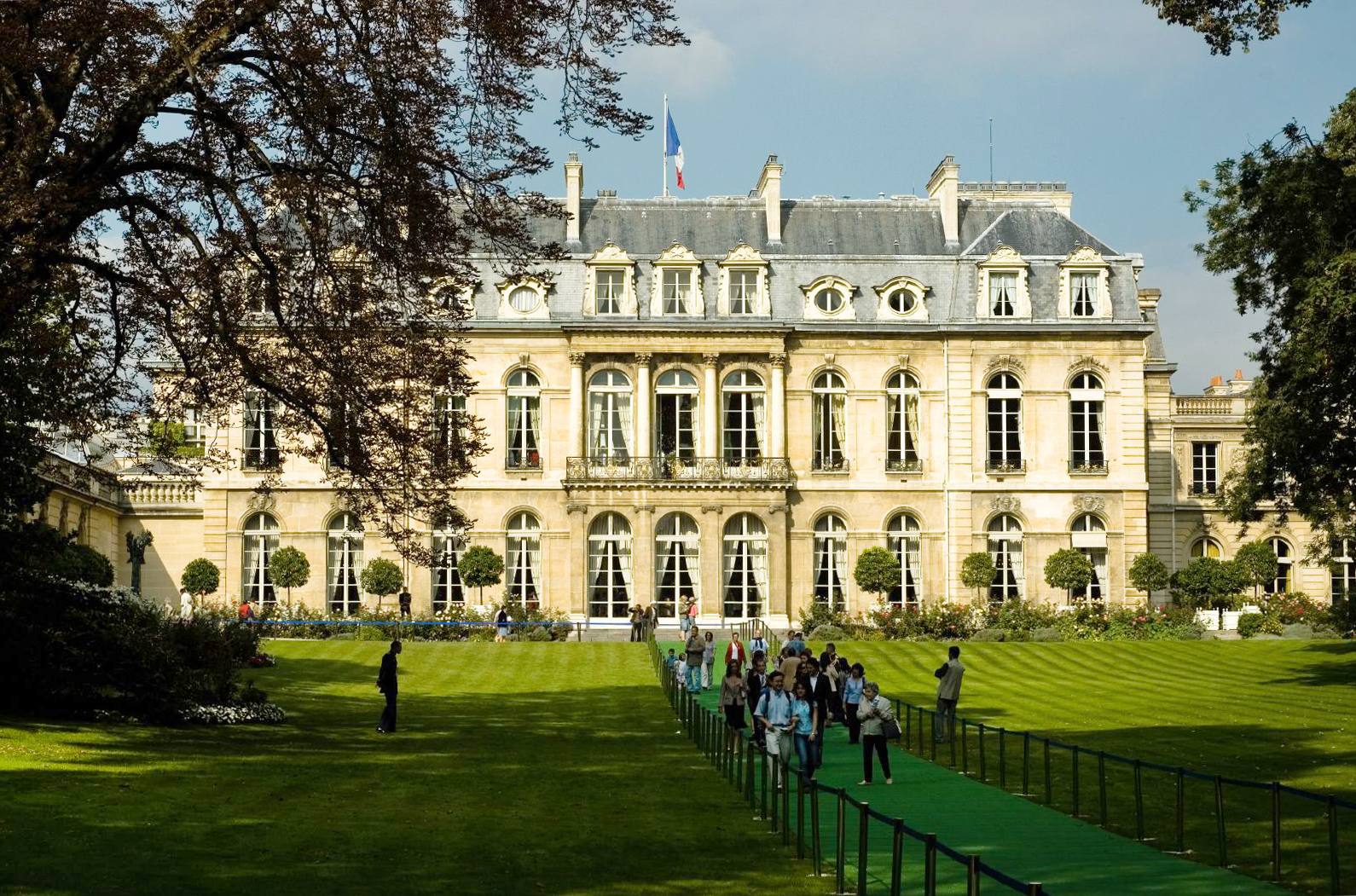
Il Palazzo dell'Eliseo (lato giardino), costruito a partire dal 1718.